# Lužac
Lužac (cyr. Лужац) – wieś w Czarnogórze, w gminie Berane. W 2011 roku liczyła 988 mieszkańców.